# Bazuka
Kristina Bazuka, appelée simplement Bazuka (en russe : Базука), est une disc jockey russe connue comme la première femme vidéo-jockey dans le monde. D'où sa dénomination à ses débuts de DVJ Bazuka (Disc-Vidéo-Jockey Bazuka). Ses activités dans le cadre de DVJ démarrent en 2005, après avoir quitté, en tant que chanteuse son premier groupe pop,.

## Carrière musicale
Elle a commencé sa carrière en tant que chanteuse, en 2003, avec un groupe de pop composé de trois filles (Kylie, Reaktive et Bazuka) appelé группа баzука (groupe Bazuka).
Déjà à l'époque le groupe se définit avec trois mots: sexe, agression et choc.
Mais il n'a pas eu beaucoup de succès, sauf en Estonie, et est maintenant pratiquement inconnu. 
Depuis 2005, Bazuka a décidé de travailler seule et de changer totalement de type de musique. 
Elle est une des premières à utiliser la platine CD et DVD Pioneer DVJ-1000, ce qui lui a permis d'enregistrer l'image en même temps que l'audio. 
Elle a adopté un style musical bien à elle, un électro brutal avec une ligne de basse massive et une voix rauque.

## Discographie sélective

### Albums
- 2006 : The Goddess of Electro (version anglaise)
- 2008 : Mistress of Electro
- 2009 : Electro Superstar
- 2010 : Goddess of Electro (version russe)

### Singles
- Acid Disco
- All U Need
- Ass Dance
- Baby Girl
- Bad Bitchez
- Big Booty
- Big Fakin Booty
- Biotok
- Burnin Girlz
- Burnin Love
- Butterfly
- Champagne Girlz
- Damned
- Dance Machine
- Danzen
- Dark Beats
- Destination
- Destroy
- Digital World
- Discoteka
- Discoz
- Diskoteka
- Do It All Night
- Dope
- Everybody Fak
- Fak It Up
- Fakin Bitchez
- Fakin Bunniez
- Fakin U
- Feel So Right
- Feel Ur Fire
- Feelin
- Fire
- Flowers
- Free Tonight
- Girlz In Love
- Happy Bitchez
- Happy Holidayz Party
- Happy New Bitchez
- Happy Vodka Bitchez
- Hasta La Vista Baby
- Hellou
- I Can Fly
- I Don't Know
- I Love Bitchez
- I Love U
- I Wanna Dance
- I Wanna Sunday
- Keep On Dancing
- Lets Go
- Letz Go
- Lick Me
- Lick My Pussy
- Like A G-Sex
- Lose Control
- Love Me
- Make Some Fakin Noise
- Milf Money
- Mirrorz
- Mistress Of Electro
- Move Shake
- My House
- My Little Sexy Bitch
- My Obsessions
- My Pussy Like Girls
- Nasty
- Night
- Oh My God
- Oh My Goddess
- Open Your Eyes
- Ostansya
- Party Bitchez
- Party Lady
- Perekur
- Perfect Love
- Personal Jezuz
- Play With Me
- Pop That Pussy
- Pretty Girl
- Push It
- Pussy
- Pussy Baby
- Really Hot
- Robot
- Rockin
- See U Tonight
- Sex Fight
- Sex Machine
- Sexotic Paradize
- Sexplosive Love
- Sexy Beach
- Sexy Bunniez
- Sexy Fitness
- Sexy Hardcore
- Sexy Paradize
- Sexy Things
- Sexy Weekend
- Shake It Down
- Show Rocka
- Siski
- Slavez
- SML
- So Much Love
- Stop
- Summer Love
- Sweet Dance
- Teenage Crime
- Tell Me Why
- These Bitches
- Time To Run
- Toksin
- Tonight
- Touch Me
- Touch My Body
- Trash Da Disco
- Tutti Frutti
- U
- Ur Body
- Ur Gurl
- USSR
- Utyata
- Vegas 2 LA
- Vegas Bitches
- Vudu Bitchez
- Want Your Body
- Wet Bitches
- Wet Bitchez
- What Can Be Better Than Sex
- WTF
- Yeah

## Vidéos
Ses vidéos sont généralement considérées comme très fortes et agressives. 
On y trouve presque toujours des éléments de bondage, de fétichisme et de sexe lesbien. 
Toutes les vidéos sont également caractérisées par des répétitions d'images synchronisées avec la musique.
Les filles sélectionnées sont toujours de très beaux modèles. 
La vision de ces vidéos est réservée à un auditoire adulte.
Kristina Bazuka apparaît elle-même dans certains de ses clips, comme par exemple dans My Little Sexy Bitch, Robot ou Супер трек.

## Soirées
Comme tous les DVJ, Bazuka se produit souvent en public.
Elle se limite aux clubs les plus prestigieux dans le monde, avec des installations modernes de DVJ et plusieurs méga-écrans où elle projette ses vidéos.